# Leandro Porzia
Leandro Porzia (Porcia, 22 de dezembro de 1673 - Roma, 2 de junho de 1740) foi um cardeal italiano do século XVIII.

## Biografia
Nasceu em Porcia, em 22 de dezembro de 1673, feudo de sua família em Friuli, patriarcado de Aquileia. Filho do conde Fulvio di Porcia e Laura di Maniago, sobrinha do cardeal Leandro Colloredo, C.O. (1686), por parte de mãe. Seu sobrenome também está listado como Porcia; e como Portia.
Entrou na Ordem de São Bento Cassinese no mosteiro de Santa Giustina, Pádua, 1693; tomou o nome de Egídio. Obteve o doutorado em teologia em 1º de abril de 1697; ele também tinha doutorado em filosofia escolástica e dogmática.
Ordenado em 22 de dezembro de 1696. Professor de teologia dogmática na Universidade de Pádua; professor de teologia no mosteiro de S. Callisto, Roma. Consultor da SS.CC. das Indulgências e Relíquias, Visita Apostólica e Índice. Consultor da Suprema SC do Santo Ofício, setembro de 1722. Prior e depois, em 1722, abade do mosteiro beneditino de S. Paolo fuori le mura, Roma; abençoado pelo papa assistido pelos abades de Monte Cassino e Casamare. Participou do sínodo de Latrão, em 1725. A ele e seus sucessores foi concedida permissão para conferir o sacramento da confirmação e as ordens menores aos monges de seu mosteiro e aos súditos dos castelos e terras do mesmo. Teólogo do Papa Inocêncio XIII. Consultor do Santo Ofício. Em 1726, o Papa Bento XIII nomeou-o membro da comissão encarregada de examinar os doze artigos do Cardeal Louis-Antoine de Noailles, arcebispo de Paris, relativos à bula papal Unigenitus Dei Filius contra os jansenistas.
Eleito bispo de Bérgamo em 12 de abril de 1728. Consagrado em 2 de maio de 1728, Roma, pelo Papa Bento XIII, auxiliado por Francesco Scipione Maria Borghese, arcebispo titular de Traianopoli di Rodope, e por Nicola Saverio Santamaria, bispo titular de Cirene. Tomou posse da diocese pelo procurador, o cônego Giampaolo Giupponi, vigário geral; mas nunca foi ocupá-la.
Criado cardeal sacerdote no consistório de 30 de abril de 1728; recebeu o gorro vermelho e o título de S. Girolamo degli Schiavoni, em 10 de maio de 1728. Escreveu sua primeira carta pastoral aos fiéis de Bérgamo em 11 de maio de 1728. Optou pelo título de S. Calisto, em 20 de setembro de 1728. Protetor da Congregação Beneditina dos monges Guglielmiti, em 29 de janeiro de 1729. Participou do conclave de 1730, que elegeu o Papa Clemente XII; teve que se ausentar por motivo de doença de 24 a 30 de abril; e de 21 de junho a 11 de julho. Renunciou ao governo da diocese em 18 de novembro de 1730. Camerlengo do Sacro Colégio dos Cardeais, de 27 de fevereiro de 1736 a 11 de fevereiro de 1737. Prefeito da SC do Índice de janeiro de 1740 até sua morte. Morreu durante o conclave de 1740, que elegeu o Papa Bento XIV. Abade commendatario de Rosazzo.
Morreu em Roma em 2 de junho de 1740, próximo ao pôr do sol, em seu palácio romano, durante o conclave. Exposto e enterrado em seu título, S. Calisto.